# Nicolasa Montt de Marambio
Nicolasa Montt Barros (Freirina, 1857-1924), conocida también por su nombre de casada Nicolasa Montt de Marambio, fue una poetisa, publica permanente en diarios regionales y libros, entre otros páginas intimas, traductora del francés de obras de conocidos escritores franceses, Ej El demonio del dinero y socialité Fundadora de Casa para estudiantes en La Serena chilena. Junto a la escritora atacameña Mercedes Marín del Solar y la copiapina Rosario Orrego Castañeda, es considerada como una de las pioneras en el campo de la poesía y escritura femenina de Chile.

## Familia
Hija de José Antonio Montt y Beatriz Barros. Se casó con Nicolás Marambio con quien tuvo siete hijos, entre ellos, Nicolás Marambio Montt (1886-1936), abogado, quien llegó a ser diputado y senador de Chile.

## Actividad
Debutó en la literatura probablemente dentro del período comprendido entre 1891 y 1901, época en la que se publicaron textos de Mercedes Belzú de Dorado, Rosa Araneda, Victoria Sainte-Marie, Sara María García de Arias, Graciela Sotomayor, Laura Bustos y Cristina Otaegui, entre otras. Su obra se caracterizó por la utilización de un lenguaje personal principalmente debido a la «ausencia de las mujeres del espacio cultural debido al patriarcalismo imperante y al consevadurismo de las instituciones políticas y sociales chilenas» presente a fines del siglo XIX y principios del XX.
Escribió para varios medios periodísticos y como traductora, abordó textos principalmente franceses de Enrique Conscience y Nanine Sauvestre, entre otros.

## Obras
- 1897 - Rejina: poema dedicado a su hija Julia Elisa en el día de su cumple-años: agosto 24 de 1894 (La Serena: Impr. de El Coquimbo)
- 1902 - Carlota i Luisita o las dos hermanas : poema, dedicado a  su querida hijita Berta Carmela (La Serena: Impr. de "El Coquimbo")
- 1906 - Páginas íntimas (Santiago, Escuela Talleres Gratitud Nacional)